# .tel
.tel è un dominio di primo livello generico.
Originariamente proposto insieme ai domini .asia, .cat, .jobs, .mail, .mobi, .post, .travel e .xxx, nel 2017 la gestione di .tel è passata da Telnic a Telnames.